# Cayennenattskärra
Cayennenattskärra (Setopagis maculosa) är en fågel i familjen nattskärror.

## Utbredning och status
Fågeln är enbart med säkerhet känd från typexemplaret som insamlades 1917 i Franska Guyana, även om ett antal möjliga observationer gjorts. Det finns ingen anledning att tro att det finns en särskild hotbild mot arten, varför IUCN placerar den i hotkategorin kunskapsbrist.

## Släktestillhörighet
Tidigare placerades cayennenattskärran i det stora släktet Caprimulgus, men tros vara nära släkt med en grupp nattskärror som enligt DNA-studier är närmare släkt med de i släktena Hydropsalis och Nyctidromus.